# Bárkány Mária
Bárkány Mária (Kassa, 1859. március 2. – Berlin, 1928. július 26. ) német drámai színésznő.

## Élete
Szülei könyvkötészetet tanulni Bécsbe küldték, ő azonban színésznek képezte ki magát. Laroche és Sonnenfeld fedezték fel rendkívüli tehetségét és 15 éves korában már Frankfurtba hívták meg. Itt első fellépésekor már nagy sikert aratott, mint Adrienne Lecouvreur. A következő években Barnaynál tanult, azután Hamburgban, majd Berlinben a Hoftheaternál szerződtették 1880-ban. Az 1880-as években sűrűn vendégszerepelt Moszkvában, Rigában. Drezdában, Budapesten, New Yorkban és Szentpéterváron. Az utóbbi helyen Sarah Bernhardttal egy szerepet játszott ugyanegy időben, nagy sikerrel. Legjelentékenyebb szerepei voltak. Fedora, Júlia, Gretchen, Orleansi szűz, Stuart Mária.